# 保甲法
保甲法，王安石變法之一。北宋熙寧三年（1070年），司農寺制定《畿縣保甲條例》頒行。鄉村住戶，每十家為一「保」，五保為一「大保」，十大保為一「都保」。以住戶中最富有者擔任保長、大保長、都保長。用以防止農民的反抗，並節省軍費。
保甲法受到了保守派的猛烈攻击。枢密院和司馬光、劉摰等強烈反對保甲法，認为：行保甲法，無疑鼓勵民兵，甚至可能导致地方勢力增長和兵变。因此宋神宗也一度打算廢除保甲法，但得王安石勸解，得以保留。元丰八年，宋哲宗嗣位，司马光上疏乞罢保甲，他在《乞罢保甲状》曰：“古者八百家才出甲士三人，步卒七十二人，闲民甚多”；“自唐开元以来，民兵法坏”，此后“民间何尝习兵”；今“国家承平百有余年”，百姓皆“不识兵革”，一實行保甲法“皆戎服执兵，奔驱满野”，乡间老人“以为不祥”。宣和年間，保甲法弛廢。
梁启超《王安石传》表示：“保甲之法既废，将兵之制复坏，宋欲不南，更可得耶？然则祸宋者，果荆公乎哉，抑温公乎哉？”